# Tim Staubli
Tim Elia Staubli (Buchs, 16 aprile 2000) è un calciatore svizzero, centrocampista del Wil.

## Carriera
Cresciuto nel settore giovanile del San Gallo, il 24 maggio 2019 firma il primo contratto professionistico, di durata biennale. L'8 dicembre seguente esordisce in prima squadra, nella partita vinta per 1-4 contro il Thun.

## Statistiche

### Presenze e reti nei club
Statistiche aggiornate al 10 maggio 2022.
| Stagione            | Squadra             | Campionato          | Campionato | Campionato | Coppe nazionali | Coppe nazionali | Coppe nazionali | Coppe continentali | Coppe continentali | Coppe continentali | Altre coppe | Altre coppe | Altre coppe | Totale | Totale | Totale |
| Stagione            | Squadra             | Comp                | Pres       | Reti       | Comp            | Pres            | Reti            | Comp               | Pres               | Reti               | Comp        | Pres        | Reti        | Pres   | Reti   |        |
| ------------------- | ------------------- | ------------------- | ---------- | ---------- | --------------- | --------------- | --------------- | ------------------ | ------------------ | ------------------ | ----------- | ----------- | ----------- | ------ | ------ | ------ |
| 2017-2018           | San Gallo II        | 1L                  | 20         | 3          | -               | -               | -               | -                  | -                  | -                  | -           | -           | -           | 20     | 3      |        |
| 2018-2019           | San Gallo II        | 1L                  | 24         | 10         | -               | -               | -               | -                  | -                  | -                  | -           | -           | -           | 24     | 10     |        |
| 2019-2020           | San Gallo II        | 1L                  | 11         | 4          | -               | -               | -               | -                  | -                  | -                  | -           | -           | -           | 11     | 4      |        |
| 2021-2022           | San Gallo II        | 1L                  | 1          | 0          | -               | -               | -               | -                  | -                  | -                  | -           | -           | -           | 1      | 0      |        |
| Totale San Gallo II | Totale San Gallo II | Totale San Gallo II | 56         | 17         |                 | -               | -               |                    | -                  | -                  |             | -           | -           | 56     | 17     |        |
| 2019-2020           | San Gallo           | ASL                 | 13         | 0          | CS              | 0               | 0               | -                  | -                  | -                  | -           | -           | -           | 13     | 0      |        |
| 2020-2021           | San Gallo           | ASL                 | 30         | 1          | CS              | 1               | 0               | UEL                | 0                  | 0                  | -           | -           | -           | 31     | 1      |        |
| 2021-2022           | San Gallo           | ASL                 | 4          | 0          | CS              | 2               | 0               | -                  | -                  | -                  | -           | -           | -           | 6      | 0      |        |
| Totale San Gallo    | Totale San Gallo    | Totale San Gallo    | 47         | 1          |                 | 3               | 0               |                    | 0                  | 0                  |             | -           | -           | 50     | 1      |        |
| 2021-2022           | Vaduz               | ChL                 | 8          | 0          | CL              | 2               | 1               | UECL               | -                  | -                  | -           | -           | -           | 10     | 1      |        |
| Totale carriera     | Totale carriera     | Totale carriera     | 111        | 18         |                 | 5               | 1               |                    | 0                  | 0                  |             | -           | -           | 116    | 19     |        |

## Palmarès

### Club

#### Competizioni nazionali
- Liechtensteiner-Cup: 1

Vaduz: 2021-2022